# Tangerine (canção)
"Tangerine" é uma canção composta por Jimmy Page e gravada pela banda Led Zeppelin. Foi lançada em 1970 no álbum Led Zeppelin III.
Assim como muitas músicas do Led Zeppelin escritas por Page, esta é originada de uma antiga canção dos Yardbirds. De fato, Page gravou anteriormente esta canção com os Yardbirds, mas sua versão nunca foi lançada. No final dos anos 90 foi anunciado que a canção poderia integrar uma coletânea dos Yardbirds, mas os planos foram cancelados.
A faixa é influênciada por um folk acústico graças ao uso de um pedal steel guitar executado por Page. É iniciado com uma falsa introdução seguida de uma pausa para que Page acerte o tempo correto. No decorrer de sua execução, a canção continua sofrendo variações no tempo em alguns compassos. Esta foi a última canção escrita por Page sem qualquer interferência de Robert Plant.
"Tangerine" foi eventualmente tocada ao vivo durante os shows do Led Zeppelin como parte do conjunto de músicas acústicas entre 1971 e 1972, e foi revivida durante os shows no Earls Court Exhibition Centre, em Londres em 1975. Em suas últimas apresentações, Page tocou a canção em sua guitarra Gibson EDS-1275 de braço duplo.